# Blair (Nebraska)
Blair is een plaats (city) in de Amerikaanse staat Nebraska, en valt bestuurlijk gezien onder Washington County.

## Demografie
Bij de volkstelling in 2000 werd het aantal inwoners vastgesteld op 7512.
In 2006 is het aantal inwoners door het United States Census Bureau geschat op 7916, een stijging van 404 (5,4%).

## Geografie
Volgens het United States Census Bureau beslaat de plaats een oppervlakte van
12,0 km², geheel bestaande uit land. Blair ligt op ongeveer 326 m boven zeeniveau.

## Plaatsen in de nabije omgeving
De onderstaande figuur toont nabijgelegen plaatsen in een straal van 20 km rond Blair.